# Joan Flaquer i Fàbregues
Joan Flaquer i Fàbregues (Mahón, Menorca, 1877-Madrid, 1963) fue un destacado notario, coleccionista, investigador, arqueólogo, numismático español, académico de la Real Academia de la Historia y de la Sociedad Arqueológica Luliana.

## Formación y profesión
Se licenció en derecho y trabajó durante toda su vida como notario, especialmente en el pueblo de Alayor, pero también en Mahón, siendo un personaje muy reconocido y apreciado en la isla de Menorca.

## Flaquer coleccionista, investigador y arqueólogo
La relación del notario con los materiales prehistóricos y de la antigüedad le viene desde pequeño, pero no fue hasta que empezó a tener relación con los grandes eruditos menorquines del momento como Antoni Vives i Escudero, Pedro y Diego Mongo o Francesc Hernández Sanz cuando iniciará sus estudios. El conocimiento de grandes colecciones de material arqueológico como la de los hermanos Ramis y la colección Pons i Soler le instruirán aún más en su afán coleccionista e investigador.
Su ansia coleccionista comprando, vendiendo e intercambiando piezas le permitirán investigar, leer y conocer los principales estudios prehistóricos e históricos del momento, tanto en la isla de Menorca como el entorno Mediterráneo.
En cuanto a sus trabajos de campo como arqueólogo participó en las exploraciones al poblado talayótico de Trepucó y realizó numerosas excavaciones como el recinto de taula de Torre d'en Galmés y en la sala hipóstila sureste de este yacimiento, edificio también conocido como "recinto Flaquer". También excavó en otros lugares de la isla de Menorca como la naveta de Cotaina o al sepulcro megalítico de Montplè, así como realizó sus trabajos en yacimiento como Son Catlar, Talatí de Dalt, entre otros.
A raíz de sus intervenciones arqueológicas y su conocimiento de materiales arqueológicos descubiertos empezó a publicar varios estudios, principalmente en la Revista de Menorca, editada por el Ateneo de Mahón.
Su prestigio en relación con la arqueología y su larga trayectoria le permitirá ser nombrado Comisario Insular de Excavaciones Arqueológicas de Menorca, Presidente de la Junta del Patronato del Museo Provincial de Bellas Artes de Mahón y Presidente de la Subcomisión de Monumentos de Menorca . A la vez fue académico de la Real Academia de la Historia y de la Sociedad Arqueológica Luliana.

## Colección Joan Flaquer i Fàbregues
Como coleccionista, arqueólogo e investigador, Joan Flaquer llegó a atesorar en su domicilio familiar de la calle de Anuncivay de Mahón, un enorme y valioso archivo tanto de materiales arqueológicos como de documentación en papel sobre sus investigaciones.
El año 2017 su nieto Juan Luis Ydoate Flaquer hacía donación al Museo de Menorca de la colección de su abuelo haciendo honor al testamento de Joan Flaquer. El notario dejó por escrito que su legado arqueológico pasaría a manos de su nieto para su conservación y, en caso de que no pudiera conservarlo, especificaba que su nieto debería hacer donación en formato depósito al Museo de Menorca.
El legado de Flaquer consta de unas 2.300 piezas formado por dos colecciones diferentes, una de arqueológica con más de 1.000 piezas de las épocas prehistórica, romana y medieval islámica de Menorca y otra sección numismática con más de 1.300 monedas de diferentes épocas y procedencias. Además el legado es también bibliográfico e historiográfico con toda la documentación que incluye trabajos arqueológicos e información de las piezas más singulares de la colección. Son también de enorme interés los manuscritos de los hermanos Joan y Antoni Ramis y el título universitario original en Derecho de Juan Ramis y Ramis expedido en 1767 en latín.
En cuanto a los materiales arqueológicos, la inmensa mayoría son de procedencia menorquina, pero otros son foráneos y provenientes de las compras de materiales que hacía Flaquer para agrandar su colección. De los objetos prehistóricos y protohistóricos que consta la colección se pueden destacar una daga de bronce del segundo milenio a. C., Cuatro cuchillos de sílex de la misma época, los brazaletes y las hachas de bronce, los pectorales de plomo, los colgantes bicónicos, los más de 300 vasos de doble fondo y los amuletos púnicos.
Gracias a la cesión de los materiales por parte de Juan Luis Ydoate Flaquer y la restauración y catalogación de los mismos por parte de técnicos del Museo de Menorca este patrimonio menorquín pasará a recuperarse y estar a disposición de la sociedad. [2]

## Obra
- La naveta de Cotayna. Revista de Menorca, Vol. 9 (1910)[2]
- Medallas inglesas relativas en Menorca. Revista de Menorca, Vol. 13 (1914)[3]
- Navetas de tipo intermedio. Revista de Menorca, Vol. 15 (1916)[4]
- Sobre los ristras de una tortuga terrestre gigantesca. Revista de Menorca, Vol. 19 (1920)[5]
- Viaje de Celle en Menorca. Revista de Menorca. Revista de Menorca, Vol. 20 (1921)[6]
- Son Carlá. Revista de Menorca, Vol. 21 (1922)[7]
- Maravilloso templo prehistórico y subterráneo en Malta. Revista de Menorca, Vol. 21 (1922)[8]
- Bibliografía numismático-menorquina. Revista de Menorca, Vol. 22 (1923)[9]
- Bibliografía: " Menorca Prehistórica", Juan Hernández Mora. Revista de Menorca, Vol. 23 (1924)[10]
- Informes inéditos del Dr. D. Antonio Ramis. Revista de Menorca, Vol. 28 (1929)[11]
- Menorca en la tercera década del siglo XX. Arqueología. Revista de Menorca, Vol. 30 (1931)[12]
- Descubrimientos en "Talatí de Arriba". Revista de Menorca, Vol. 31 (1932)[13]
- Bibliografía: "La prehistoria a través de los mitos", L. Thayer Ojeda. Revista de Menorca, Vol. 31 (1932)[14]
- Bibliografía: "Uno retrato de Tiberio", R.P. Hinks. Revista de Menorca, Vol. 32 (1933)[15]
- Una dedicación de Caracalla miedo el Municipio Flavio Magoritano. Revista de Menorca, Vol. 42 (1951)[16]
- Bibliografía: "Ceramica presigillata a ventimiglia, a Minorca e in Sicilia", Nino Lamboglia. Revista de Menorca, Vol. 43 (1952)[17]
- La estrella arábiga de Llucassaldent. Revista de Menorca, Vol. 49 (1963)[18]